# Посеяли девушки лён
«Посеяли девушки лён» — советский фильм 1956 года, мелодрама в сценах колхозной жизни, режиссёра Владимира Корш-Саблина.

## Сюжет
Звеньевая бригады льноводов Найдейка Красович, получив медаль на Всесоюзной сельскохозяйственной выставке за высокий урожай, берёт обязательство по его двукратному увеличению. Односельчане сомневаются в успехе, и лишь новый директор МТС оказывает ей всякую поддержку, расчищая тракторами новые площади под посевы. И поддерживает он Найдейку не только потому что послан в село по заданию партии, но и потому что, влюбился в девушку, и, кажется, взаимно. Но в Найдейку давно и безответно влюблён лесник Янка, в которого, в свою очередь, влюбляется разбитная и весёлая трактористка Зоя.

## В ролях
- Зоя Степанова — Найдейка Красович
- Елена Тяпкина — Варвара Григорьевна
- Лев Фричинский — Янка, лесник
- Лариса Кронберг — Зося Королёва, трактористка
- Тамара Трушина — Марья Захаровна
- Людмила Семёнова — Лариса Ивановна
- Нина Алисова — Лиза, жена Григория
- Александр Ильинский — дед Бабак
- Владимир Дедюшко — Ануфрий Тихонович, председатель колхоза
- Борис Кордунов — Григорий Павлович, директор МТС
- Глеб Глебов — агроном колхоза
- Павел Пекур — агроном МТС
- Георгий Гумилевский — Денис
- Валентина Кравченко — Дарья
- Гавриил Белов — Озеров
- Анатолий Трус — секретарь райкома
- Василий Бокарев — награждающий
- Павел Молчанов — провожающий на вокзале
- Рита Гладунко — колхозница
- Веремейчик Константин — эпизод (нет в титрах)

## Критика
Критика оценила фильм как слабый, отмечались «формально понятый „производственный конфликт“», а также «надуманность сценарной схемы и невыразительная актёрская работа»:

Слабую картину «Посеяли девушки лен» выпустила киностудия «Беларусьфильм». В погоне «актуальностью темы» авторы пытаются рассказать зрителю и о повышении урожайности льна, и о моральном облике сельской молодёжи, и о многих других явлениях производственной и личной жизни героев. Однако, основные конфликты решены настолько поверхностно и бездумно, что герои картины предстают перед зрителями как условные персонажи.— Искусство кино, 1957

В фильме «Посеяли девушки лен» совершенно условный водевильный сюжет был опрокинут в густо показанный детализованный быт. Забывая законы жанра, соединяя несоединимое, создатели фильма добились лишь полного стилистического разнобоя и в конечном счете создали беспомощное произведение.— Ежегодник кино, 1956